# Galena (Kansas)
Galena és una població dels Estats Units a l'estat de Kansas. Segons el cens del 2000 tenia 3.287 habitants.

## Demografia
Segons el cens del 2000, Galena tenia 3.287 habitants, 1.290 habitatges, i 868 famílies. La densitat de població era de 278,9 habitants/km².
Dels 1.290 habitatges en un 31,6% hi vivien nens de menys de 18 anys, en un 49,5% hi vivien parelles casades, en un 13,8% dones solteres, i en un 32,7% no eren unitats familiars. En el 28,4% dels habitatges hi vivien persones soles el 13,3% de les quals corresponia a persones de 65 anys o més que vivien soles. El nombre mitjà de persones vivint en cada habitatge era de 2,49 i el nombre mitjà de persones que vivien en cada família era de 3,04.
Per edats la població es repartia de la següent manera: un 26,3% tenia menys de 18 anys, un 9,4% entre 18 i 24, un 27,1% entre 25 i 44, un 21,5% de 45 a 60 i un 15,7% 65 anys o més.
L'edat mediana era de 36 anys. Per cada 100 dones de 18 o més anys hi havia 85,8 homes.
La renda mediana per habitatge era de 25.401 $ i la renda mediana per família de 30.595 $. Els homes tenien una renda mediana de 27.101 $ mentre que les dones 17.865 $. La renda per capita de la població era de 12.172 $. Entorn del 18,5% de les famílies i el 23,6% de la població estaven per davall del llindar de pobresa.

## Poblacions més properes
El següent diagrama mostra les poblacions més properes.